# Beccarinda
Beccarinda é um género botânico pertencente à família Gesneriaceae.

## Sinonímia
Petrodoxa, Slackia